# Sōsuke Takatani
Sōsuke Takatani (jap. 高谷惣亮 Takatani Sōsuke; ur. 5 kwietnia 1989) – japoński zapaśnik walczący w stylu wolnym.

## Życiorys
Trzykrotny olimpijczyk. Siódmy w Rio de Janeiro 2016 (74 kg); piętnasty w Londynie 2012, również w kategorii 74 kg i dziesiąty w Tokio 2020 w kategorii 86 kg.
Srebrny medalista mistrzostw świata w 2014 i siódmy w 2013. Trzeci w Pucharze Świata w 2018; czwarty w 2012 i 2019; ósmy w 2014 i jedenasty w 2013 roku.
Jego brat Daichi Takatani jest również zapaśnikiem.